# Claspettomyia formosa
Claspettomyia formosa är en tvåvingeart som först beskrevs av Bremi 1847.  Claspettomyia formosa ingår i släktet Claspettomyia och familjen gallmyggor.
Artens utbredningsområde är Schweiz. Inga underarter finns listade i Catalogue of Life.